# Rain Diary
Rain Diary – fiński zespół rockowy, powstały w 2006 roku w Helsinkach/Tampere.
Pierwsze piosenki Rain Diary były głównie oparte na akustycznej poezji, ale szybko obrały elektroniczny kierunek, a obecnie rozwijają się w kierunku dark wave i industrial. Jesienią 2008 zespół wydał debiutanckie EP „Rain Diary”, które szybko wysprzedano i okrzyknięte mianem ulubionego głównie w podziemiach półgotyckiego kręgu. Dodatkowo Juha Lankinen nakręcił klip do piosenki „It’s only Rain”. Na wiornę 2009 zespół wraz z producentem Jaani Peuhu zaczęli pracować nad debiutanckim albumem. Pierwszy singiel ‘Lost’ został wydany 6 stycznia 2010 i był wspierany przez klip nagrany przez Janiego Saajanaho. Obecnie zespół poszukuje wytwórni płytowej by nagrać debiutancki album na profesjonalnym poziomie.

## Skład
- Tommi Suomala – wokal
- Joni Bitter – gitara basowa
- Teemu Rantanen – gitara
- Tytti Toppari – keyboard

## Dyskografia

### EP
- Rain Diary (2008)

### Single
- Lost (2010)
- By The Water (2011)